# Roland Johansson (fotbollsspelare)
Roland "Pinocchio" Johansson, född 8 oktober 1930 i Varberg, död 2004 på samma ort, var en svensk fotbollsspelare.

## Biografi
Johansson började spela fotboll i kvartersklubben Tranelyckans BK i hemstaden Varberg, där han fick smeknamnet "Pinocchio" efter Disneyfilmen som just då gick på bio. Han gick sedan till Varbergs Bois, varifrån han 1954 värvades till Gais. Han spelade först vänsterinner, men flyttades småningom ner på en halvbacksposition. Han spelade totalt 53 seriematcher för Gais (två mål) mellan 1954 och 1957, och därefter återvände han till Varberg. För Varbergs Bois spelade han totalt 391 matcher.
Efter fotbollskarriären blev Johansson byggmästare i hemstaden Varberg. År 2000, när Varbergs Bois firade 75 år, korades Johansson till århundradets spelare i klubben.